# Roberto Sosa (futbolista mexicano)
Roberto Esteban Sosa Caporali (Tabasco,  México,  28 de agosto de 1992) es un exfutbolista profesional, mexicano. Jugador diestro. Tuvo su trayectoria al debutar en el primer juego de exhibición con dos goles y  participación durante el clausura 2014 siendo parte de la plantilla de jugadores que conformaban al equipo de Atlante en la Segunda División del Fútbol Mexicano en la categoría de Nuevos Talentos.
- Datos: Q25413277